# Jean-Louis Prianon
Jean-Louis Prianon (* 22. Februar 1960 in Saint Joseph, Réunion) ist ein ehemaliger französischer Langstreckenläufer.

## Leben
Über 10.000 m wurde er Achter bei den Leichtathletik-Europameisterschaften 1986 in Stuttgart, Neunter bei den Leichtathletik-Weltmeisterschaften 1987 in Rom und Vierter bei den Olympischen Spielen 1988 in Seoul. 1989 gewann er Bronze bei den Spielen der Frankophonie, 1990 belegte er bei den Europameisterschaften in Split den 13. Platz.
1989 gewann er den Halbmarathon Le Lion, und 1992 wurde er bei diesem Rennen Achter. Im Jahr darauf gewann er die Corrida de Langueux und kam bei seinem letzten internationalen Einsatz bei den Halbmarathon-Weltmeisterschaften in Brüssel auf den 85. Platz.
1985 und 1990 wurde er nationaler Meister über 5000 m, 1985 und 1986 über 10.000 m. Zweimal gewann er bei der Crosslauf-Weltmeisterschaft mit der französischen Mannschaft eine Medaille: Bronze 1988 in Auckland mit seiner besten Einzelplatzierung (Rang 17) und Silber 1992 in Boston mit einem 45. Platz in der Einzelwertung.

## Persönliche Bestleistungen
- 3000 m: 7:48,9 min, 7. August 1985, Saint-Maur-des-Fossés
- 5000 m: 13:28,7 min, 16. Juli 1986, Saint-Maur-des-Fossés
- 10.000 m: 27:34,38 min, 2. Juli 1987, Helsinki (ehemaliger französischer Rekord)
- 1 Stunde: 20.509 m, 30. März 1991, La Flèche
- Halbmarathon: 1:02:39 h, 4. Oktober 1992, Belfort